# Leones del Caracas
Leones del Caracas este un club Venezuelei de baseball cu sediul în Caracas, fost fondat în anul 1952. Leones dispută meciurile de acasă pe stadionul Stadion Universitáro din Caracas, care are o capacitate de 25.051 de locuri.
are o capacitate de 25,000 locuri. A câștigat 16 campionate